# Ambasada RP w Ułan Bator
Ambasada Rzeczypospolitej Polskiej w Ułan Bator (mong. Улаанбаатар дахь Бүгд Найрамдах Польш Улсын Элчин сайдын яам) – polska misja dyplomatyczna w stolicy Mongolii.

## Historia
Polska nawiązała stosunki dyplomatyczne z Mongolią 14 kwietnia 1950. 30 czerwca 1953 listy uwierzytelniające złożył pierwszy ambasador PRL w Mongolii. Ambasada RP w Ułan Bator została zamknięta w 1995, ponownie otwarta 5 lat później i kolejny raz zamknięta w 2009. Po likwidacji ambasady w Mongolii akredytowany był ambasador RP w Pekinie.
W latach 2015-2021 przy władzach mongolskich akredytowany był polski ambasador wizytujący, którego siedziba znajdowała się w Warszawie, w budynku Ministerstwa Spraw Zagranicznych. W sprawach konsularnych terytorium Mongolii podlegało Wydziałowi Konsularnemu Ambasady RP w Pekinie. 
18 marca 2021 oficjalnie ponownie otwarto stałą placówkę w Ułan Bator.